# یواس‌اس آریزونا (۱۸۵۸)
یواس‌اس آریزونا (۱۸۵۸) (به انگلیسی: USS Arizona (1858)) یک کشتی بود که طول آن ۲۰۰ فوت (۶۱ متر) بود. این کشتی در سال ۱۸۵۹ ساخته شد.